# Зернов Юрій Валентинович
Ю́рій Валенти́нович Зернов — полковник НГУ.

## Життєпис
До 2014 року проходив службу у складі Внутрішніх військ МВС України. 
В 2019 році призначений заступником Голови Служби судової охорони (зі служби).
1 серпня 2022 року подав рапорт на звільнення.

## Нагороди
- Орден «За мужність» III ст. (10.6.2015) — «за особисту мужність і високий професіоналізм, виявлені у захисті державного суверенітету та територіальної цілісності України, вірність військовій присязі»[2];
- Орден Данила Галицького (24.03.2011) — «за вагомий особистий внесок у зміцнення законності та правопорядку, боротьбу зі злочинністю, зразкове виконання службового обов'язку, високий професіоналізм та з нагоди Дня внутрішніх військ МВС України»[3];